# Anthelephila bejceki
Anthelephila bejceki is een keversoort uit de familie snoerhalskevers (Anthicidae). De wetenschappelijke naam van de soort is voor het eerst geldig gepubliceerd in 2002 door Kejval.